# Rosana Pistolese
Rosana Pistolese (Napoli, 1922 – Roma, 20 febbraio 2008) è stata una costumista, stilista e storica italiana.
È stata insignita dell'onorificenza di Grande Ufficiale Ordine al Merito della Repubblica Italiana.

## Biografia
Nata a Napoli nel 1922, Rosana Pistolese crebbe in un ambiente ricco di contaminazioni culturali: tra le altre, frequentò le famiglie di Benedetto Croce e Francesco Saverio Nitti. 
Fu sorella di Francesco Pistolese, partigiano e giornalista de L'Unità. 
Si approcciò alla carriera giornalistica scrivendo per testate quali il Corriere di Napoli, Mezzanotte, Voce di Napoli, Roma e Il Mattino.

## Attività
Mosse i primi passi nel mondo della moda a Capri creando, incoraggiata da Emilio Pucci, una collezione denominata Il giro dell'Isola. Esordì con la sua attività di Costumista e disegnatrice nel 1953 creando i costumi per il film Lulù, diretto da Fernando Cerchio e interpretato da Paola Borboni, Valentina Cortese e Marcello Mastroianni. L'anno successivo, sempre per la regia di Cerchio, curò i costumi di Addio mia bella signora.
Per il Teatro La Cometa di Roma, firmò i costumi per intere stagioni teatrali: sono suoi i costumi del Processo Karamazov o Leggenda del Grande Inquisitore, di Diego Fabbri, con la regia di Ottavio Spadaro, andato in scena nella stagione 1960-1961. 
Disegnò modelli e tessuti per le più grandi case di moda dell'epoca, come quella di Giovanna Caracciolo (Carosa), Lola Giovannelli, Elsa Volpe de Smaele, Sorelle Fontana, Maria Antonelli, Emilio Schuberth, Fernanda Gattinoni e Fabiani. 
Nel 1962, incaricata dalla University of California, inaugurò al Davis Campus la cattedra di Storia del Costume e Disegno di moda e di tessuti d'arte. 
Nell'ottobre del 1964, fondò a Roma l'Accademia di costume e di moda, su interessamento dell'Ente moda, per emanazione del Ministero del lavoro e della previdenza sociale (decreto ministeriale n. 26645/CF/1964) e col patrocinio del Comune di Roma. 
Il celebre illustratore René Gruau disegnò per lei il logo dell'Accademia.
Nel 1964 scrisse il suo primo libro di storia del costume, La Moda nella storia del Costume, pubblicato dall'editore Cappelli e tradotto in lingua inglese per le edizioni Wiley & Sons di New York. 
Alla fine degli anni Sessanta fu attiva come docente presso il Fashion Institute of Technology di New York.
Nel 1989 il Presidente della Repubblica Francesco Cossiga la insignì dell'onorificenza di Grande Ufficiale Ordine al Merito della Repubblica Italiana. 
Morì a Roma il 20 febbraio 2008.